# パセリ・セージ・ローズマリー・アンド・タイム
『パセリ・セージ・ローズマリー・アンド・タイム』（Parsley, Sage, Rosemary and Thyme）は、サイモン&ガーファンクルが1966年10月に発表したサード・アルバム。

## 解説
アルバム・タイトルはイギリス民謡「スカボロー・フェア」の歌詞の一節から取られており、本作の1曲目に収録された「スカボロー・フェア/詠唱」は、「スカボロー・フェア」にポール・サイモンがソロ・アルバム『ポール・サイモン・ソングブック』（1965年）で発表した自作曲「ザ・サイド・オブ・ア・ヒル」の一部を織り込んだもの。「パターン」「雨に負けぬ歌」「簡単で散漫な演説」の3曲は、『ポール・サイモン・ソングブック』収録曲のセルフ・カヴァー。「7時のニュース/きよしこの夜」では、ニュースを読み上げるDJの声がオーバーダビングされており、公民権法の法案、レニー・ブルースの訃報、マーティン・ルーサー・キング・ジュニアのデモ行進の予定、リチャード・スペックの公判、ベトナム戦争の反対運動について言及されている。
本作は全米4位に達し、サイモン&ガーファンクルのアルバムとしては初めて全米チャートのトップ10入りを果たした。
『ローリング・ストーン誌が選ぶオールタイム・ベストアルバム500』に於いて、202位にランクイン。

## 収録曲
特記なき楽曲はポール・サイモン作詞・作曲。
Side 1
1. スカボロー・フェア/詠唱 - "Scarborough Fair/Canticle"  (Traditional, arranged by Paul Simon, Art Garfunkel) - 3:10
2. パターン - "Patterns" - 2:45
3. クラウディ - "Cloudy" - 2:21
4. 早く家へ帰りたい - "Homeward Bound" - 2:29
5. プレジャー・マシーン - "The Big Bright Green Pleasure Machine" - 2:44
6. 59番街橋の歌 (フィーリン・グルーヴィー) - "The 59th Street Bridge Song (Feelin' Groovy)" - 1:54

Side 2
1. 夢の中の世界 - "The Dangling Conversation" - 2:37
2. 雨に負けぬ花 - "Flowers Never Bend with the Rainfall" - 2:10
3. 簡単で散漫な演説 - "A Simple Desultory Philippic (Or How I Was Robert McNamara'd into Submission)" - 2:19
4. エミリー・エミリー - "For Emily, Whenever I May Find Her" - 2:04
5. 地下鉄の壁の詩 - "A Poem on the Underground Wall" - 1:53
6. 7時のニュース/きよしこの夜 - "7 O'Clock News/Silent Night" - 2:01

### 2001年リマスター盤ボーナス・トラック
1. パターン (デモ) <モノーラル> - "Patterns" (Demo) - 2:53
2. 地下鉄の壁の詩 (デモ) <モノーラル> - "A Poem on the Underground Wall" (Demo) - 1:51

## カヴァー
- 「59番街橋の歌 (フィーリン・グルーヴィー)」は、ハーパース・ビザールが1967年にシングルとして発表。全米13位を記録した。マイク・ブルームフィールド&アル・クーパーの『フィルモアの奇蹟』（1969年）、ピチカート・ファイヴの12インチ・シングル「オードリィ・ヘプバーン・コンプレックス」（1985年）などで取り上げられた。
- 「夢の中の世界」は、ジョーン・バエズ『Joan』（1967年）で取り上げられた。